# Roy Peter Link

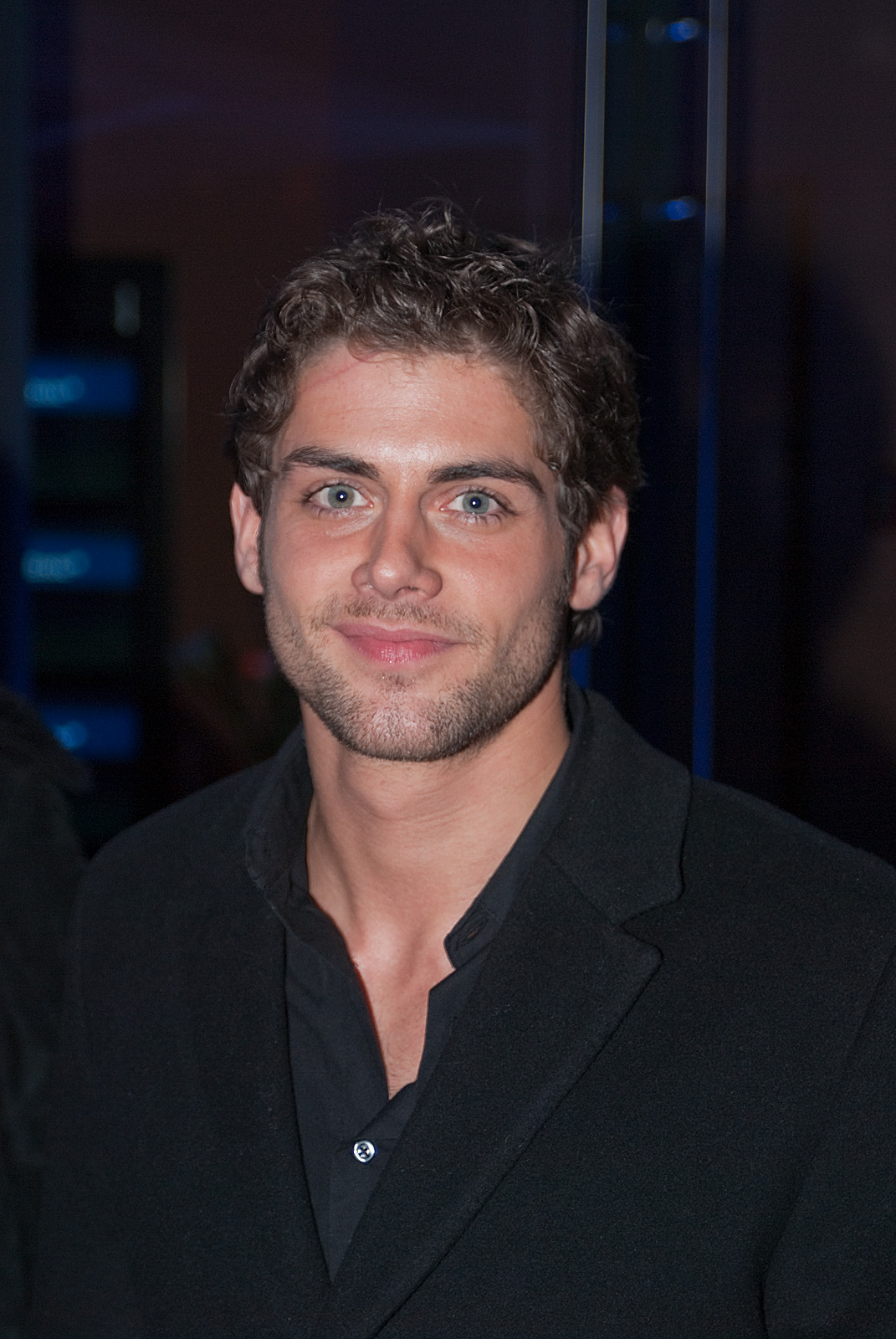
Roy Peter Link

Roy Peter Link (Colonia, 9 giugno 1982) è un attore tedesco.

## Biografia
Link è cresciuto ad Ahaus-Wessum, nella regione del Münsterland, e poi si è trasferito a Colonia, dove ha svolto piccoli lavori. Senza essere un attore esperto, ha ottenuto il suo primo ruolo televisivo come Jochen in Bravo TV. Poco dopo, seguirono i ruoli di Ron Steiger in Marienhof e Gabriel in Schulmädchen. Ha anche realizzato alcuni cortometraggi. Nel 2005, ha interpretato il ruolo di Alexander Aschenberg nella soap opera di RTL Unter uns per diversi mesi.
Dal 6 novembre 2006 al 12 giugno 2008 è apparso nella telenovela Rote Rosen nel ruolo di Hans-Karl "Hacki" von Attendorn. In Anna und die Liebe ha interpretato il protagonista maschile Jonas Broda dall'agosto 2008 al marzo 2010 al fianco di Jeanette Biedermann. Dall'ottobre 2010 è stato visto di nuovo in questo ruolo. Nel novembre 2010, il suo personaggio è morto, è da quel momento in poi è apparso come il fantasma di una sorta di "mondo di mezzo". Link ha lasciato la serie nel febbraio 2011 e nel 2010 è stato insignito del Bravo Otto in bronzo dalla rivista Bravo nella categoria "TV Star (maschile)" per il suo personaggio in Anna and Love.
Da maggio 2012 a gennaio 2015, Link ha interpretato uno dei ruoli principali nella serie televisiva In aller Freundschaft nel ruolo del dottor Niklas Ahrend.
Nel film fiabesco Von einem, der auszog, das Fürchten zu lernen (2014), Link interpreta Caspar, il fratello di Michel, che vuole imparare a temere.
Dal 2015 ha interpretato di nuovo il dottor Niklas Ahrend, nella serie medica Medici in corsia, uno spin-off di In aller Freundschaft. Il 19 dicembre 2018 è stato annunciato che avrebbe lasciato la serie. L'ultimo episodio con lui è stato trasmesso a maggio 2019.

## Filmografia

### Televisione
- Glasshaus - cortometraggio (2000)
- Schulhof - cortometraggio (2001)
- Bravo TV - serie TV, (2003)
- Marienhof - serie TV, (2004)
- Schulmädchen - serie TV, episodio 5 (2004)
- Unter uns - serie TV, (2005)
- Rote Rosen - serie TV, 375 episodi (2006–2008)
- Anna und die Liebe - serie TV, (2008–2011)
- Inga Lindström – Prinzessin des Herzens - serie TV, (2010)
- Danni Lowinski - serie TV, (2011)
- In aller Freundschaft - serie TV, (2012–2018)
- Dream Hotel (Das Traumhotel) - serie TV, (2012)
- Im Alleingang Die Stunde der Krähen - serie TV, (2012)
- Blutsschwestern - film TV, (2013)
- In aller Freundschaft: Bis zur letzten Sekunde - film TV, (2013)
- Im Alleingang Elemente des Zweifels - film TV, (2013)
- Kreuzfahrt ins Glück Hochzeitsreise in die Provence - serie TV, (2013)
- Von einem, der auszog, das Fürchten zu lernen - serie TV, (2014)
- Medici in corsia (In aller Freundschaft – Die jungen Ärzte) - serie TV, (2015–2019)
- Tatort - serie TV, (2016)
- In aller Freundschaft - Die Krankenschwestern - serie TV, (2018)
- Matti und Sami und die drei größten Fehler des Universums - film TV, (2018)

## Doppiatori italiani
Nelle versioni in italiano nelle opere in cui ha recitato, Roy Peter Link è stato doppiato da:
- Marco Vivio in Medici in corsia